# Hater
The Hater o Hater (en polonès: Sala samobójców: Hejter) és un pel·lícula polonesa de drama thriller del 2020 dirigida per Jan Komasa i escrita per Mateusz Pacewicz. La trama gira entorn d'un estudiant universitari expulsat de Varsòvia que intenta influir a Internet difonent fake news, causant un odi i una violència de manera generalitzada. Es va estrenar el 6 de març de 2020 a Polònia i va guanyar el Premi al Millor Llargmetratge Narratiu Internacional en el Festival de Cinema de Tribeca.
Encara que és fictícia, la pel·lícula es relaciona amb situacions de la vida real en curs, com l'ús dels mitjans de comunicació social per a manipular psicològicament als usuaris i navegar per l'opinió pública a través de fake news. És una representació de com l'odi impulsat per Internet pot portar a greus conseqüències i víctimes en la vida real. Tres setmanes després s'acabés el rodatge de la pel·lícula, concretament el 13 de gener de 2019, Paweł Adamowicz, alcalde de la ciutat de Gdańsk i un polític liberal sovint assenyalat per haters d'Internet, va ser apunyalat fins a la mort durant un esdeveniment benèfic transmès en viu.

## Argument
Tomasz Giemza, un estudiant de dret, expulsat de la universitat per plagi, està obsessionat amb la família progressista i de classe alta de Krasucki aconsegueix un treball en una empresa de relacions públiques. El que semblava una tasca més resulta ser una granja de trolls en ràpid desenvolupament, on ell destaca en el negoci de la difusió de fake news i l'odi en línia dirigit a personalitats famoses, celebritats d'Internet i polítics. Amb el temps, Tomasz comença a usar les seves recentment adquirides habilitats per a aguaitar, assetjar i finalment controlar als Krasuckis.

## Repartiment
- Maciej Musiałowski com Tomasz Giemza
- Vanessa Aleksander com Gabriela 'Gabi' Krasucka
- Agata Kulesza com Beata Santorska
- Danuta Stenka com Zofia Krasucka
- Jacek Koman com Robert Krasucki
- Maciej Stuhr com Paweł Rudnicki
- Adam Gradowski com Stefan 'Guzek' Guzkowski
- Jedrzej Wielecki com Staszek Rydel

## Producció
El rodatge principal va començar el 28 d'octubre de 2018 i va acabar el 22 de desembre. Va ser filmada principalment a Varsòvia i els seus voltants.
The Hater és considerada una seqüela o un spin-off de l'anterior pel·lícula de Komasa, Suicide Room de 2011.

## Estrena
L'obra es va estrenar el 6 de març de 2020 a Polònia però, uns dies després del seu llançament, els cinemes i les sales de cinema es van tancar a causa de la pandèmia de COVID-19. Va ser distribuït a tot el món en streaming per Netflix el 29 de juliol de 2020.